# Vila Mou
Vila Mou ist ein Ort und eine ehemalige Gemeinde (Freguesia) im nordportugiesischen Kreis Viana do Castelo der Unterregion Minho-Lima. Die Gemeinde hatte 563 Einwohner (Stand 30. Juni 2011).
Am 29. September 2013 wurden die Gemeinden Vila Mou und Torre zur neuen Gemeinde União das Freguesias de Torre e Vila Mou zusammengeschlossen.